# We’re Only in It for the Money
We’re Only in It for the Money ist das dritte Studioalbum von Frank Zappa und den Mothers of Invention, das im Jahr 1968 veröffentlicht wurde. Das experimentelle Konzeptalbum, das stilistische Merkmale der amerikanischen Tanzmusik der 1950er Jahre (Doo-Wop), des Surf-Rocks und Psychedelic Rocks der 1960er Jahre, Musique concrète und moderner klassischer Musik aufweist, erreichte in den US-amerikanischen Billboard Charts Platz 30 und wurde von der amerikanischen Musikzeitschrift Rolling Stone 2003 auf Platz 296 der 500 besten Alben aller Zeiten gewählt.

## Inhalt
Das Album parodiert in weiten Teilen die Hippie-Bewegung und äußert in satirischer Form Kritik an Lebensstil und Selbstverständnis der US-amerikanischen Gesellschaft und insbesondere der 68er-Generation. Das Cover ist eine Parodie des Beatles-Albums Sgt. Pepper’s Lonely Hearts Club Band (1967).
In Who Needs the Peace Corps wird ein junger Mann beschrieben, der nach San Francisco kommt, um an der Hippie-Bewegung teilzunehmen und Drogen zu konsumieren. Dabei wird sein Verhalten als „phoney“ (deutsch: unecht, aufgesetzt) und touristisch beschrieben: „I will ask the Chamber of Commerce how to get to Haight Street and smoke an awful lot of dope“ (deutsch: Ich werde mich bei der Handelskammer nach dem Weg zur Haight Street erkundigen und eine wahnsinnige Menge Gras rauchen). Nach einer Woche wird der junge Mann mit dem Bus nach Hause fahren. Der Musikkritiker Ben Watson bescheinigt Zappa in diesem Lied, „den lächerlichen Aufputz des Hippie-Lifestyles mit welkender Genauigkeit aufzuzählen“.
Auch in „Flower Punk“ wird die Hippie-Bewegung thematisiert. Das Lied spielt in der Instrumentierung auf Psychedelischen Rock an. Die Akkordfolge und die Frage-Antwort-Struktur im Hauptteil parodieren das durch Jimi Hendrix bekannt gewordene Hey Joe. Die Verzerrung und Beschleunigung der Gesangstimmen sowie das Einspielen von Text- und Musikcollagen verstärken den psychedelischen Effekt. Im Text wird der Protagonist, der Flower Punk, nach Äußerlichkeiten seiner Kleidung gefragt, mit diesen begründet er die Teilnahme an einer psychedelischen Band und dokumentiert damit seine Oberflächlichkeit. Textbeispiel: „Hey Punk, where are you going with that flower in your hand? – Well I’m goin’ up to Frisco to join a psychedelic band“ (deutsch: Hey Penner, wohin gehst du mit dieser Blume in Deiner Hand? – Na, ich gehe nach San Francisco, um mich einer psychedelischen Band anzuschließen). Die einleitende Frage korrespondiert mit der Textpassage „Hey Joe, where’re you goin’ with that gun in your hand?“ aus dem Song Hey Joe.
Das Stück Take Your Clothes Off When You Dance zeichnet ein hoffnungsvoll stimmendes und in seiner Freiheit einladendes utopisches Bild der Zukunft, in der jeder frei ist, „zu singen und tanzen und lieben“, in der Kleidung und Aussehen keine Rolle mehr spielt und in der man sogar seine Kleider ausziehen kann, wenn man tanzt.
Das Album wurde im Jahr 1986 mit neu eingespieltem Schlagzeug (Chad Wackerman) und Bass (Arthur Barrow) auf einer CD gemeinsam mit dem Album Lumpy Gravy erneut herausgegeben.
We’re Only in It for the Money lässt sich schwer einem Genre zuordnen, vielmehr vereint es Einflüsse und Elemente aus zeitgenössischer Populärmusik und Avantgarde, insbesondere Klangcollage und Musique concrète.

## Titelliste

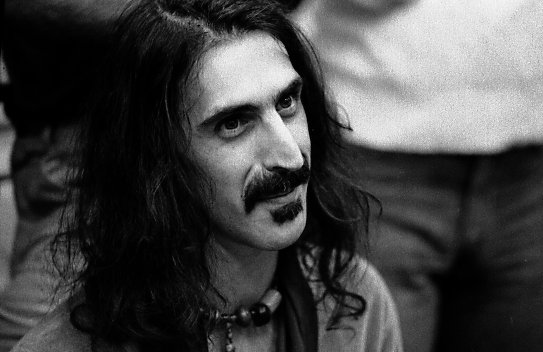
Frank Zappa (1977)

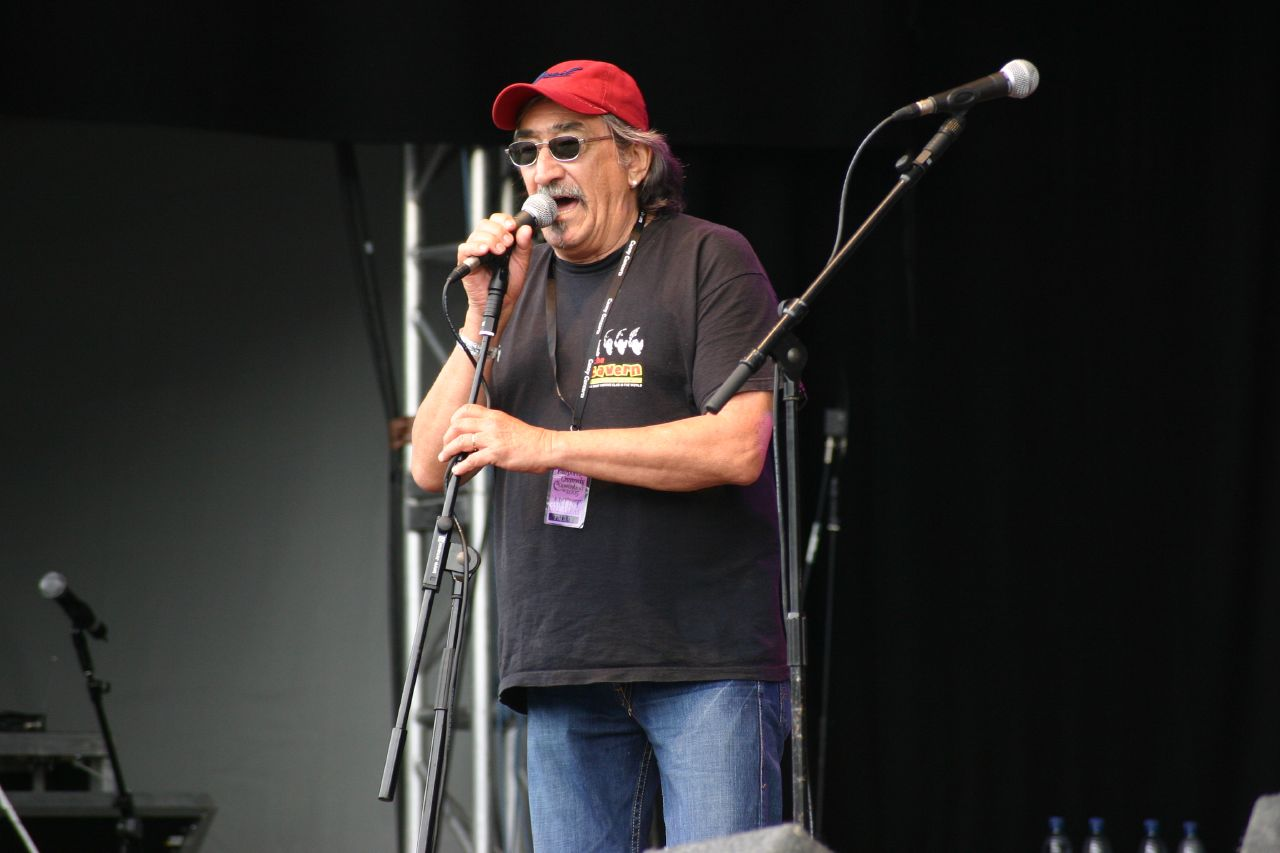
Jimmy Carl Black (2005)

Alle Songs stammen aus der Feder von Frank Zappa.
Seite 1:
1. Are You Hung Up? – 1:25
2. Who Needs the Peace Corps? – 2:34
3. Concentration Moon – 2:22
4. Mom and Dad – 2:16
5. Telephone Conversation – 0:49
6. Bow Tie Daddy – 0:33
7. Harry, You’re a Beast – 1:21
8. What’s the Ugliest Part of Your Body? – 1:03
9. Absolutely Free – 3:24
10. Flower Punk – 3:03
11. Hot Poop – 0:26

Seite 2:
1. Nasal Retentive Calliope Music – 2:02
2. Let’s Make the Water Turn Black – 2:01
3. The Idiot Bastard Son – 3:18
4. Lonely Little Girl – 1:09
5. Take Your Clothes Off When You Dance – 1:32
6. What’s the Ugliest Part of Your Body? (Reprise) – 1:02
7. Mother People – 2:26
8. The Chrome Plated Megaphone of Destiny – 6:26

## Produktion
- Produzent: Frank Zappa
- Ausführender Produzent: Tom Wilson
- Toningenieure: Gary Kellgren, Dick Kunc
- Remix: Dick Kunc
- Bearbeitung: Dick Kunc, Frank Zappa
- Arrangement: Frank Zappa
- Konzept: Frank Zappa
- Künstlerische Leitung und Gestaltung (Hülle): Cal Schenkel
- Fotos: Jerry Schatzberg
- Modeberatung: Tiger Morse
- Garderobe: Billy Mundi